# Rudolf Hatschek (Mediziner, 1874)
Rudolf Hatschek (geboren am 12. Februar 1874 in Wien; gestorben am 12. August 1939 ebenda) war ein österreichischer Arzt. Im Zuge des Holocaust wurden seine Witwe Helene Hatschek und sein Sohn Wilhelm im Vernichtungslager Maly Trostinez ermordet.

## Leben
Hatschek wurde 1898 an der Universität Wien zum Doktor der Medizin promoviert, war anschließend als Sekundärarzt wahrscheinlich in Wien tätig und ließ sich am 1. Februar 1905 als praktischer Arzt in Atzgersdorf nieder. Er war Sozialdemokrat und galt als „Volksarzt“. Nach der Annexion Österreichs fiel er unter die Bestimmungen der Nürnberger Gesetze und erhielt Berufsverbot. Er starb 1939 in seiner Wohnung in Wien-Atzgersdorf. Der Historiker Sergio Luzzatto bezeichnet Hatschek in einem Beitrag für die Tageszeitung La Stampa als „medico di buona fama“ (Arzt mit gutem Ruf) und nennt als wahrscheinliche Todesursache Selbsttötung in Voraussicht des kommenden Weltkrieges und der sogenannten Endlösung.
Am 2. Juni 1942 wurden seine Witwe Helene Hatschek, geb. Pokorny (geboren am 25. Februar 1880) und sein Sohn Wilhelm Hatschek (geboren am 23. April 1916) mit dem Transport 24 Zug Da 205 von Wien nach Minsk verbracht, wo sie im Vernichtungslager Maly Trostinez ermordet wurden.

## Gedenken

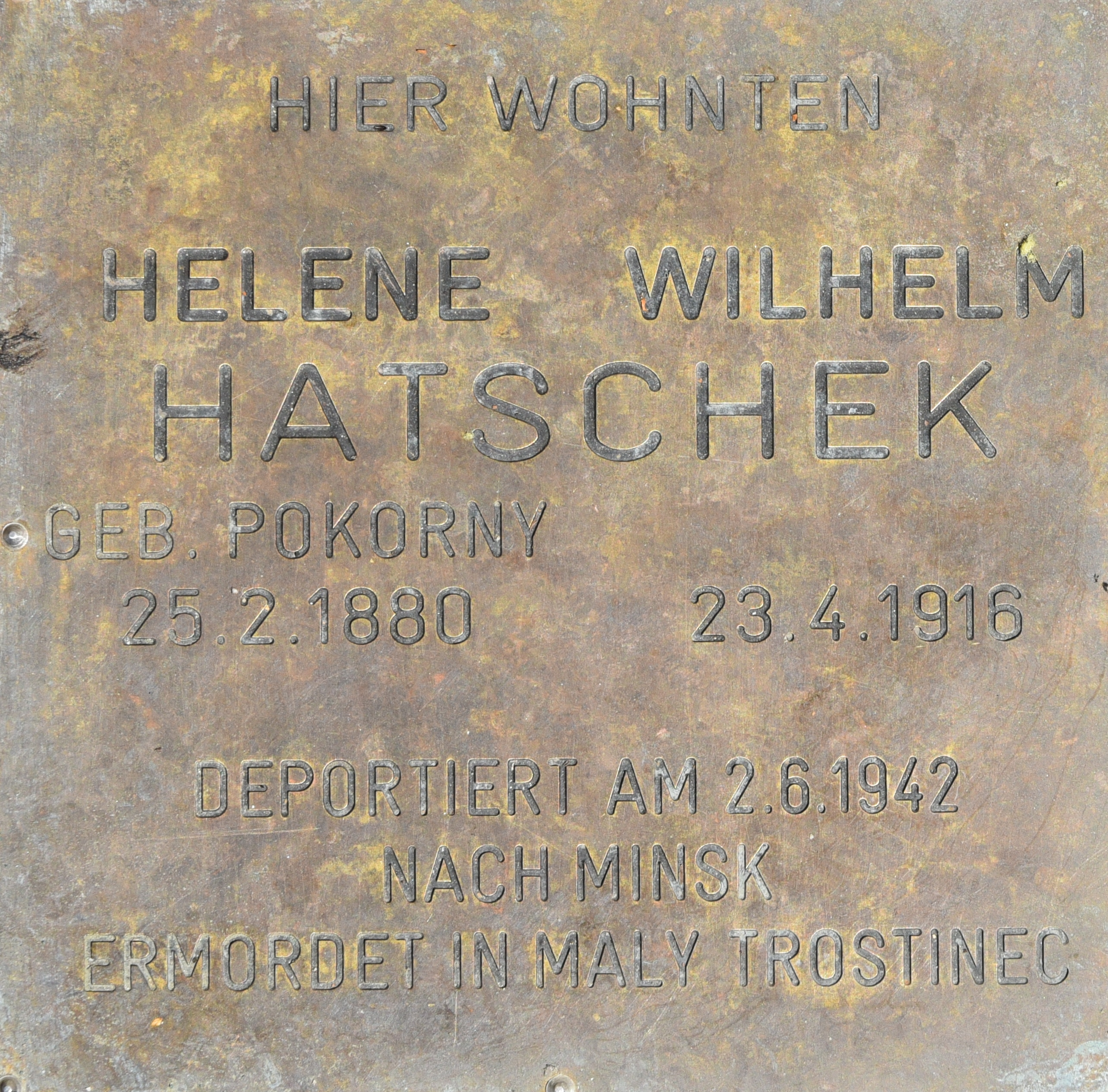
Erinnerungsstein für Helene und Wilhelm Hatschek

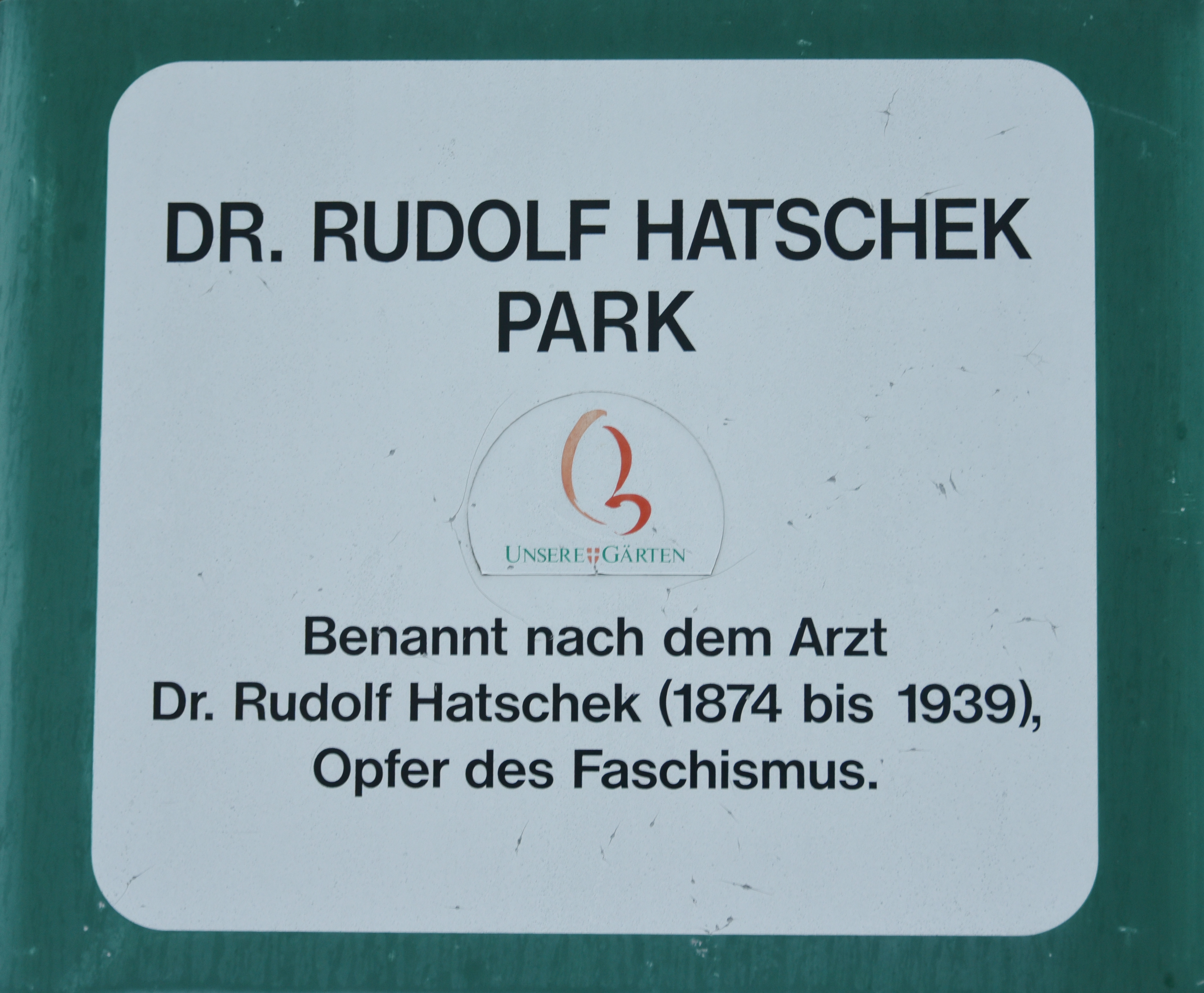

- Am 19. Mai 1954 wurde die Parkanlage am Schrailplatz in Atzgersdorf durch Beschluss des Gemeinderatsausschusses für Kultur in Dr.-Rudolf-Hatschek-Park benannt.[6]
- Vor dem letzten Wohnsitz der Familie Hatschek in der Bahngasse 18 in Wien-Liesing wurde im November 2014 von der Initiative Steine der Erinnerung in Liesing ein Erinnerungsstein für Helene und Wilhelm Hatschek verlegt, die beiden Namen findet sich auch in der Liste Liesinger Opfer des Nationalsozialismus 1938–1945.[7]